# Phillips Ridge (Antarktika)
Phillips Ridge ist ein 800 m langer Gebirgskamm im ostantarktischen Mac-Robertson-Land. Er ragt 800 m westlich des Hauptmassivs der Central Masson Range in den Framnes Mountains auf.
Norwegische Kartografen kartierten den Gebirgskamm anhand von Luftaufnahmen, die bei der Lars-Christensen-Expedition 1936/37 entstanden. Das Antarctic Names Committee of Australia (ANCA) benannte ihn nach John Phillips, Physiker auf der Mawson-Station im Jahr 1962.